# Lista de deputados constituintes de Goiás da 1.ª legislatura (1935)
Essa é uma lista de deputados estaduais por Goiás, eleitos para Assembleia Estadual Constituinte nas Eleições estaduais em Goiás em 1934 e 1935. Integraram 30 deputados constituintes à esta legislatura, devido adicional de mais 6 deputados, suplentes com altas votações em segundo turno posteriormente. Com o golpe do Estado Novo, houve o fechamento de todas as Assembleias, Câmaras Municipais e do Congresso Nacional, portanto a legislatura encerrou-se antes do prazo regular.

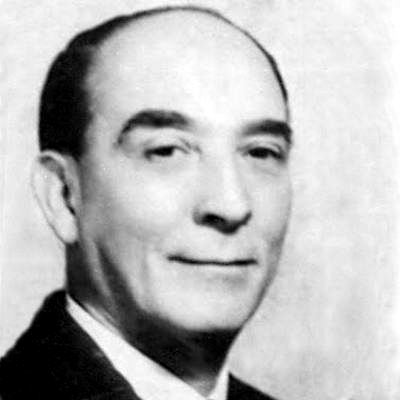
O então interventor federal de Goiás e líder do Partido Social Republicano, Pedro Ludovico Teixeira.

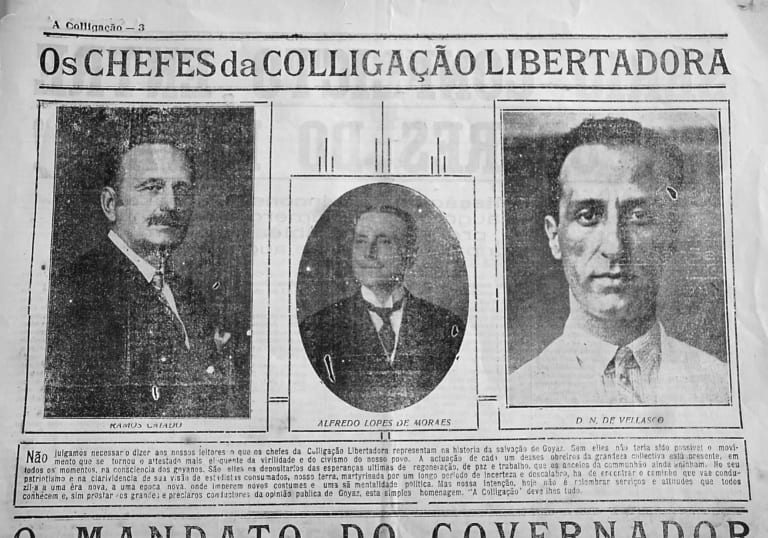
Os líderes da Coligação Libertadora, Antônio Ramos Caiado, Alfredo Lopes de Morais e Domingos Vellasco.

Constam dois partidos, a Coligação Libertadora, grupo conservador que unificava o Partido Democrata e o Partido Libertador de Goiás. Era uma coalização próxima da família Ramos Caiado, especialmente de Totó Caiado e, o Partido Social Republicano, ligado a Pedro Ludovico Teixeira.

## Composição de bancadas
| Partido               | Líder                            | Bancada | Posição  |
| --------------------- | -------------------------------- | ------- | -------- |
| PSR                   | Irany Alves de Almeida           | 22 / 30 | Governo  |
| Coligação Libertadora | Joaquim Rufino Ramos Jubé Júnior | 8 / 30  | Oposição |

## Mesas diretoras
Devido à saída de Hermógenes Coelho da bancada governista, sob a justificativa da maioria ser a predominante, o governo realiza uma cassação à Mesa Diretora de 1935, sob a justificativa da preservação da maioria (13 deputados,  pois além de Hermógenes, se afastaram Vasco dos Reis e Guilherme Xavier). João de Abreu foi efetuado na presidência.
|             |                            |                       |                       |                          |                       |                          |
| Período     | Presidente                 | Vice-presidente       | 1.º Secretário        | 2.º Secretário           | 3.º Secretário        | 4.º Secretário           |
| ----------- | -------------------------- | --------------------- | --------------------- | ------------------------ | --------------------- | ------------------------ |
| 1935 a 1936 | Hermógenes Ferreira Coelho | Taciano Gomes de Melo | João José Coutinho    | Irany Alves Ferreira     | Moysés da Costa Gomes | João Jacintho de Almeida |
|             |                            |                       |                       |                          |                       |                          |
| Período     | Presidente                 | Vice-presidente       | 1.º Secretário        | 2.º Secretário           | 3.º Secretário        | 4.º Secretário           |
| 1937        | João de Abreu              | vago                  | Moysés da Costa Gomes | João Jacintho de Almeida | vago                  | vago                     |

## Deputados estaduais
| Fontes:                            | Fontes:               | Fontes: |
| Nome                               | Partido               | Votos   |
| ---------------------------------- | --------------------- | ------- |
| Agenor Gonçalves de Castro         | Coligação Libertadora | 8.181   |
| Alfredo Nasser                     | Coligação Libertadora | 8.219   |
| Antônio Raimundo Gomes da Frota    | PSR                   | 14.912  |
| Aquiles de Pina                    | PSR                   | 14.692  |
| Diógenes Dolival Sampaio           | PSR                   | 14.628  |
| Felicíssimo do Espírito Santo Neto | PSR                   | 14.876  |
| Felismino de Souza Vianna          | Coligação Libertadora | 8.188   |
| Genserico Gonzaga Jayme            | Coligação Libertadora | 8.159   |
| Guilherme Xavier de Almeida        | PSR                   | 14.956  |
| Hermínio Alves de Amorim           | PSR                   | 14.709  |
| Hermógenes Ferreira Coelho         | PSR                   | 14.936  |
| Irany Alves de Ferreira            | PSR                   | 14.940  |
| Jacy de Assis                      | Coligação Libertadora | 8.135   |
| Joaquim Rufino Ramos Jubé Junior   | Coligação Libertadora | 8.234   |
| João de Abreu                      | PSR                   | 14.792  |
| João Jacyntho de Almeida           | PSR                   | 14.800  |
| João José Coutinho                 | PSR                   | 14.900  |
| José da Costa Paranhos             | Coligação Libertadora | 8.053   |
| José Ludovico de Almeida           | PSR                   | 14.932  |
| Manoel Balbino de Carvalho         | PSR                   | 14.741  |
| Mário Mendes                       | PSR                   | 14.955  |
| Moisés da Costa Gomes              | PSR                   | 14.921  |
| Orlando Rodrigues Borges           | PSR                   | 14.934  |
| Oscar Campos Júnior                | PSR                   | 14.923  |
| Salomão Clementino de Faria        | PSR                   | 14.957  |
| Sebastião de Araújo Machado        | PSR                   | 14.766  |
| Sebastião Gonçalves de Almeida     | PSR                   | 14.633  |
| Taciano Gomes de Melo              | PSR                   | 14.818  |
| Vasco dos Reis Gonçalves           | PSR                   | 14.909  |
| Victor Coelho de Almeida           | Coligação Libertadora | 8.150   |